# 고다마 쓰요시
고다마 쓰요시(일본어: 児玉 剛, 1987년 12월 28일 ~ )는 일본의 축구 선수이다.

## 구단 경력
그는 2010년부터 J리그의 교토 상가 FC, 에히메 FC, 몬테디오 야마가타, FC 도쿄에서 뛰었다.